# Рязановка (Мордовия)
Ряза́новка — село в Старошайговском районе Мордовии. Входит в состав Старотеризморгского сельского поселения.

## Этимология
Название-антропоним: владельцем населенного пункта был Г. Рязанов, о чём сообщается в актовом документе 1712 г.

## География
Расположено на правом берегу речки Инницы, в 20 км от районного центра и железнодорожной станции Хованщина.

## История
Основано в начале 17 в. В 1720 г. Рязановка находилась во владении крупного помещика И. К. Мартынова (Большого). В «Списке населённых мест Пензенской губернии» (1869) Рязановка (Троицкая Инница) — село владельческое из 161 двора. В 1913 в Рязановке было 265 дворов (1 393 чел.), 2 общины: 1-я Рязановская (2 кузницы, ветряная мельница, 2 лавки) и 2-я Рязановская (5 ветряных мельниц, 2 маслобойки, просодранка, 2 лавки); в 1931 г. — 331 двор (1 503 чел.). Был создан колхоз «Путь Ленина», с 1968 г. — «Большевик», с 1996 г. — СПК «Рязановский».

## Население
| 2002 | 2010 |
| ---- | ---- |
| 205  | ↘193 |

## Инфраструктура
Основная школа, библиотека, Дом культуры, медпункт, магазин; Казанская церковь (1772). В Рязановскую сельскую администрацию входят пос. Оржевка (5 чел.) и Ровный (37 чел.).

## Уроженцы
Рязановка — родина советско-партийного работника С. И. Давыдова, заслуженного работника транспорта РСФСР Г. Н. Жевлакова, текстильной и лёгкой промышленности — З. Д. Паршковой.